# اعتلال معياري
الاعتلال المعياري (بالإنجليزية: Normopathy)‏ هو السعي المرضي للامتثال والقبول المجتمعي على حساب الفرد. صاغت المحللة النفسية جويس ماكدوغال في كتابها، نداء من أجل مقياس الشذوذ، مصطلح الاعتلال المعياري لوصف الخوف من الفردية. يصعب تشخيص الاعتلال الطبيعي لأن المعالجين العاديين مدمجون في المجتمع. يعتمد المُعتل المعياري على الموافقة الاجتماعية والتحقق من الصحة.
درس كريستوفر بولاس الاعتلال الطبيعي خلال سبعينيات و ثمانينيات القرن العشرين مع المرضى الذين لديهم انهيارات عصبية. اعتبر بولاس، الذي أطلق عليه المرض المعياري، أنه هاجس الاندماج في المجتمع على حساب شخصية الشخص نفسه. يعاني المُعتل من أزمة عاطفية - مثل مراهق يتحسس كرة القدم أثناء مباراة في المدرسة - كهوس، ويلجأون إلى العنف أو أي سلوك خطير آخر.
غالباً ما يشعر المعتلّين معيارياً بالشلل وعدم القدرة على التحدث أو التصرف. أداء المعتلّين معيارياً أفضل نظراً لبروتوكول صارم لمتابعة. يمكن أن يكلف بعض الناس وظيفة أو يتداخل مع العلاقات. يسعى المعتلّين معيارياً باستمرار إلى التحقق من الصحة الخارجية. قد يسأل الطبيب العادي صديقاً عن رأيه في أغنية أو فستان أو تسريحة شعر جديدة قبل تكوين رأي. يتطلع المعتلّ معيارياً إلى الآخرين لإعلامهم بكيفية التفكير أو الإيمان.
يوازي مفهوم الاعتلال المعياري فكرة وينيكوت عن الذات الوهمية، والتي تتشكل استجابة لمتطلبات البيئة الخارجية وليس من الداخل. يُطبق العلاج المعرفي السلوكي في علاج الاعتلال الطبيعي لإيجاد الشخصية الفردية وإعادة هيكلة الصورة الذاتية.

## تعريف
يُعرّف الاعتلال المعياري على أنه:
- القلق من فحص نفسية المرء مع تضاؤل الفضول حول الحياة الداخلية.

- العقلانية المفرطة في التعامل مع الآخرين والتركيز المكثف على البيانات الواقعية للبحث عن الطمأنينة، كما هو الحال بالنسبة لبولاس، "يحاول المعالج المعياري أن يصبح كائناً في عالم الكائنات". بالنسبة للمعتلّ معيارياً، فإن المشاعر الإنسانية هي مثيري الشغب الذين يحتاجون إلى "هيكلة صيغية من أجل أن تكون قابلة للسيطرة". نظراً لأن المعتلّين معيارياً لا يمكنهم المرور بشكل كامل بدورة الحزن، فإنهم يطورون ما يسميه بولاس "حداد مشوه بشكل غريب".

- فقدان الاتصال بين الشعور والكلام.

- التفكير الأفقي، وعدم القدرة على تحديد الأولويات وخلق القيم والمعنى النسبي.

- التجانس، جميع الأفكار والإجراءات تبدو صالحة على قدم المساواة. إن تحسس الكرة والانتحار يقعان على نفس المستوى الظاهري حيث أن الأفعال غير متزامنة بشكل كبير مع التأثير.

- التفكير التشغيلي، وتحويل الفكر على الفور إلى عمل.[3][4]